# Leysin
Leysin är en ort och kommun  i distriktet Aigle i kantonen Vaud, Schweiz. Kommunen har 3 715 invånare (2023).
Byn, belägen på 1250-1500 meter över havet, inhyste under första halvan av 1900-talet flera sanatorier för behandling av lungsjukdomar, då den klara luften där ansågs idealisk för att behandla tuberkulos. Byn är idag en skidort och de gamla sanatoriebyggnaderna är idag lokaler för Leysin American School (LAS) och Swiss Hotel Management School - International Hotel and Tourism Training Institute (SHMS-IHTTI).